# Chiron cylindrus
Chiron cylindrus là một loài bọ cánh cứng trong họ Bọ hung (Scarabaeidae).